# Людзисько
Людзисько (пол. Ludzisko, нім. Nordhof) — село в Польщі, у гміні Яніково Іновроцлавського повіту Куявсько-Поморського воєводства.
Населення — 567 осіб (2011).
У 1975-1998 роках село належало до Бидгощського воєводства.

## Демографія
Демографічна структура станом на 31 березня 2011 року:
|          | Загалом | Допрацездатний вік | Працездатний вік | Постпрацездатний вік |
| -------- | ------- | ------------------ | ---------------- | -------------------- |
| Чоловіки | 317     | 38                 | 254              | 25                   |
| Жінки    | 250     | 48                 | 163              | 39                   |
| Разом    | 567     | 86                 | 417              | 64                   |